# Rio Naches
O Rio Naches é um afluente do rio Yakima, no centro de Washington nos Estados Unidos. Começa como "Pequeno Naches" (Little River Naches, com cerca de 75 milhas (121 km) de comprimento. Após a confluência do Pequeno Naches e o Rio Bumping o nome torna-se simplesmente Rio Naches. O Naches e seus afluentes passam por parte do lado oriental das Cordilheira das Cascatas, a leste de Monte Rainier e do Monte Adams. Em termos de caudal, o Rio Naches é o maior afluente do Rio Yakima .